# Revir
Inom etologin är ett revir ett område som ett eller flera djur försvarar mot andra djur, särskilt av den egna arten.
De flesta ryggradsdjur och även vissa ryggradslösa djur uppvisar revirbeteenden. Vanliga anledningar till att försvara ett revir är reproduktion, föda och skydd. Revirets storlek avgörs av till exempel tillgången på föda i området.
Beroende på förutsättningarna uppvisas olika grad av aggression och mot olika inkräktare i reviret. En hane som håller lek- eller parningsrevir för att få para sig med så många honor som möjligt lägger ofta mycket energi på att jaga bort andra hanar främst av den egna arten. De arter som försvarar revir för att skydda sin avkomma är oftast mest aggressiva mot sådana djur som utgör mest hot mot deras avkomma, de arter som försvarar födorevir gör det oftast med mest energi mot arter som äter samma typ av föda, ofta inklusive den egna arten. Ett och samma revir kan tjäna flera funktioner samtidigt.
Även människor kan ha revir. Dessa kan vara av olika typer och olika storlek. Människans revir kan utgöras av en individs specifika kunskapsområde men också handla om fysiska platser, alltifrån länders gränser till den på bussen markerade sittplatsen. Ordet kan också användas mer abstrakt och allmänt om människan och dess beteende, till exempel i uttryck som att någon har "revirtänkande" eller "pinkar in sitt revir".

## Revirets försvar

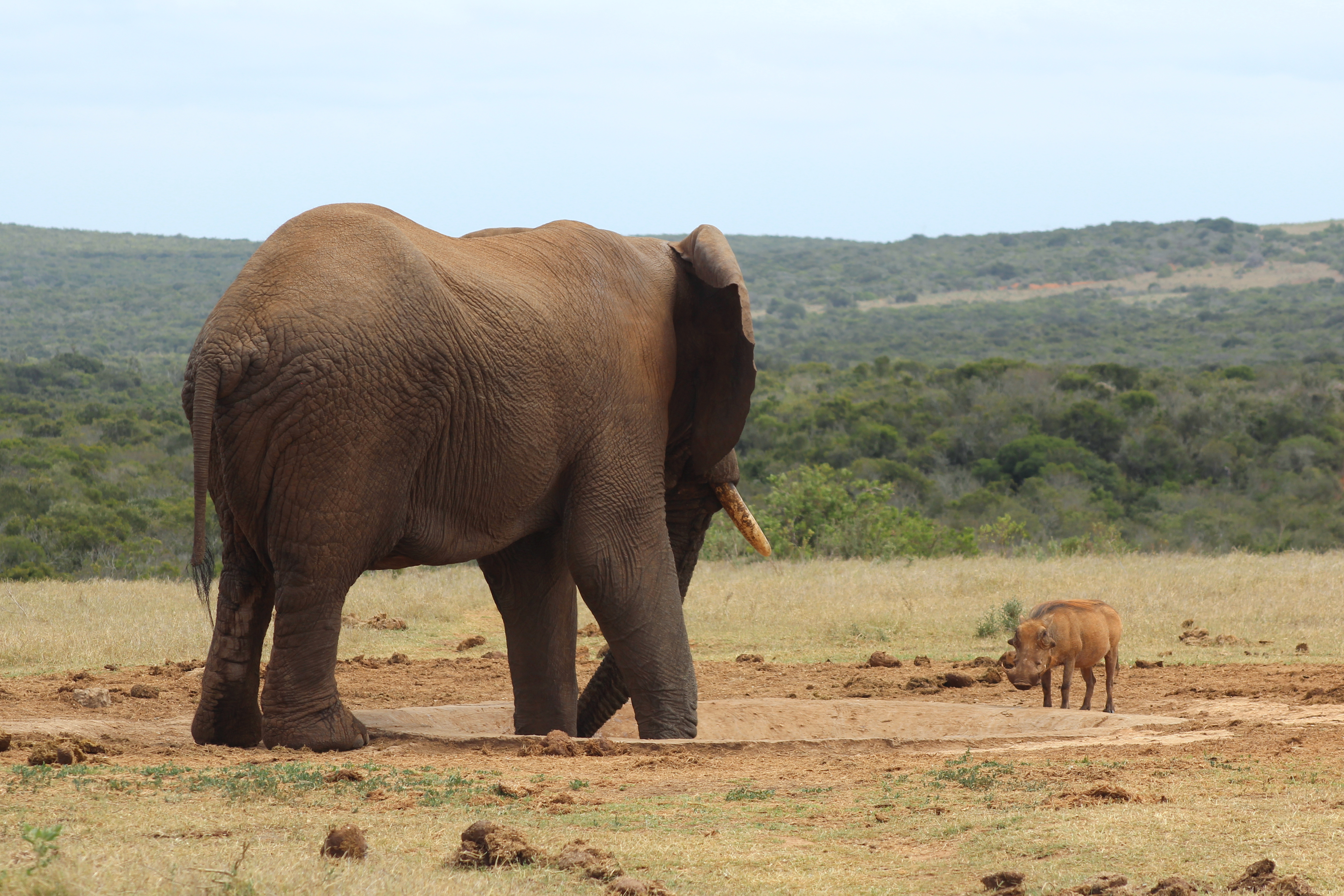
En elefant som försvarar ett vattenhål mot en vårtsvin (Addo Elephant National Park, Sydafrika)

Ett revir kan innehas av en enstaka individ eller en grupp djur tillsammans.
Inom en och samma art kan finnas olika beteenden. Till exempel, rödrävar (Vulpes vulpes) skapar antingen stabila hemrevir inom vissa områden eller vandrar utan fast bosättning.
Territorier kan variera med tid (säsong), till exempel försvarar rödhakar territorier som par under häckningssäsongen, men som individer under vintern. Resurstillgänglighet kan orsaka förändringar i territorialitet, till exempel vissa nektarsamlare försvarar reviret endast på morgonen när växterna är rikast på nektar. Hos arter som inte bildar par är hanars och honors revir ofta oberoende varandra, dvs. hanar försvarar territorier endast mot andra hanar och honor endast mot andra honor. I det här fallet, om arten är polygyn, överlappar hanens territorium flera honors revir, medan i vid polyandri är situationen omvänd.

## Varianter av fågelrevir
Typ A: Ett område där alla aktiviteter förekommer, t.ex. uppvaktning, parning, bosättning och matsökning. Vanligt hos sångfåglar.
Typ B: Ett parnings- och bosättningsområde där alla avelsaktiviteter förekommer, men de flesta matrelaterade områden är någon annanstans.
Typ C: Ett bosättningsområde som inkluderar  boet plus ett litet område runt det. Vanligt hos koloniala vattenfåglar.
Typ D: Ett parningsområde. Den typ av revir som försvaras av hanar hos lekande arter.
Typ E: Övernattningsområde.
Typ F: Vinterrevir som omfattar bosättnings och foderområden. Det kan vara likvärdigt (när det gäller plats) med revir typ A, eller för flyttande art med övervintringsplatsen.
Det förekommer att flera reproducerande par har sina revir väldigt nära varandra eller till och med överlappande och vinner på så sätt ett ökat skydd. Sådana kombinationer av revir kan bestå av en art eller flera samarbetande arter. 

## Etymologi
Ordet "revir" kommer ytterst från latinets riparia som betyder strandområde. Ordet är belagt i svenska språket sedan 1906.